# Kronika (Bernard Wapowski)
Kronika – kronika Bernarda Wapowskiego opisująca dzieje Polski, pisana przed 1535.
Kronika opierała się na innych dziełach historiograficznych: Roczniku Jana Długosza, Kronice Macieja Miechowity i dziełach Ludwika Decjusza. W XVI w. kronika nie ukazała się w całości. Fragmenty dotyczące lat 1506-1535 zostały opublikowane w Kolonii w 1589 wraz z dziełem Marcina Kromera pt. Polonia sive de situ, populis, moribus, magistratibus et re publica regni Polonici libri duo (Opis Polski albo Polska, przekład polski Polska, czyli o położeniu, obyczajach, urzędach Rzeczypospolitej Królestwa Polskiego).